# Begnins
Begnins é uma comuna da Suíça, situada no distrito de Nyon, no cantão de Vaud. Tem 4,76 km² de área e sua população em 2018 foi estimada em 1.950 habitantes.